# Црква Светог Николе Чудотворца у Гиевки
 Црква Светог Николе Чудотворца у Гиевки   једна је од три православна црква Украјинске православне цркве у Љуботину, Харковска област, Украјина.
Црква  је део комплекса палате и парка имања Гиевка, чији је последњи власник био харковски генерал-губернатор, принц Д. Свиатополк-Мирсики.  У совјетско време зграда је коришћена као складиште житарица, а оштећена је током Другог светског рата. Тренутно обновљена црква Светог Николе поново прима парохијане.

## Положај и статус
Црква Светог Николе Чудотворца налази се у насељу Гиевка на брду изнад језера на истој оси као и палата Свјатополк-Мирски, у граду Љуботину на рекама Љуботинка и Мерефа у западном делу Харковске области на удаљености од 24 км од Харкова, главног града  Украјине.
Црква опслужује вернике највећег насеље у Харковској области по броју становника, у коме  је према процени из 2012.  живело 21.868 становника.
У граду постоје три православне цркве: црква Вазнесења Господњег у Старом Љуботину, црква Светог Николе Чудотворца у Гијевки (почетак 19. века) и црква Николаја Мирликијског код железничке станице (почетак 2000-их).
Црква је прво била у саставу  Руског царства (1721-1917),   Републике Русије (1917), Украјинска Народна Република (1917-1919),  Украјинска Совјетска Социјалистичка Република (1919-1922),   СССР (1922-1991) и на крају  Украјине (од 1991).

## Историја
Црква Светог Николе Чудотворца у Гијевки изграђена је 1843. године. Историја цркве почела је када је насеље код Љуботина прославило стогодишњицу свог постојања. Смењивале су се епохе, године, генерације земљопоседници, али у Гијевки није било цркве, иако је становништво села у то време већ брзо достизало седам стотина људи. Људи су морали да иду у цркву у суседном селу, Руст.

### Црква из 18. века
На земљишту које су власници насеља одредили 1770. године, заједничким напорима мештана подигнута је прва дрвена црква на обали живописног језера, која је добила име Николајевска црква.

### Црква из 19. века
Године 1833. током прегледа цркве утврђена је да је храм у запуштеном стању и да би се сваког тренутка могао срушити због немара и лоше изведених грађевинских радова. 
У октобру 1833. године архитекте и В.Г. Маслович је испитао камену цркву изграђену према пројекту одобреном 1820. године , о трошку И.Н. Познанског.. Испоставило се да зграда није изграђена чврсто, посебно темељ који није могао да издржи објекат, одлучено је да се црква демонтира и изгради на истој месту, само уз поштовање свих правила.
Због опасности од урушавања, верници су одлучили да се новоизграђени верски објекат демонтира и поново изгради на истом месту.
У јулу 1834. године демонтиран је само кров храма и звоник, а црква брвнара је тада потпуно пропала, те се постављало питање њеног затварања. Дуготрајан процес са Игнатом Познанским и његовим сином Јуријем спречио је улагање у изградњу цркве. Тек 1838. године почела је изградња камене цркве, њен завршетак је завршен након смрти В.Г. Масловича од стране  супруге Надежде Дмитријевне, рођене Перичеве (р. 1794). За завршетак изградње храма и палате у Гиевки, В.Г. Маслович је морао да позајми 12.900 рубаља у сребру у петербуршкој сигурној ризници.
Обновљена црква у селу Гиевка, близу Љуботина, коначно је саграђена и и освешатана 1843. године као црква Светог Николе.

### Црква у Другом светском рату
Током Другог свестког рата (1941-1943), светилиште у Гиевки је било војна база немачких трупа, а њен звоник је служио као војна осмтрачница и због пренамена значајно је оштећен.